# Hylaeus bicuneatus
Hylaeus bicuneatus är en biart som först beskrevs av Cockerell 1910.  Hylaeus bicuneatus ingår i släktet citronbin, och familjen korttungebin. Inga underarter finns listade i Catalogue of Life.